# Jean Wyllys
Jean Wyllys de Matos Santos (Alagoinhas, 10 de marzo de 1974) es un periodista y político brasileño, elegido en 2010 para mandato de diputado federal por el Partido Socialismo y Libertad (PSOL) de Río de Janeiro desde febrero de 2011. Es también conocido por haber participado y ganado la quinta edición del programa Big Brother Brasil, de la Red Globo.
En 2012, en el Premio Congreso en Foco, Jean fue elegido por los internautas el mejor diputado federal de Brasil. En las elecciones de 2014 fue reelegido como el séptimo más votado entre los candidatos a diputado federal del estado de Río de Janeiro, con poco menos de 145 000 votos válidos.
A raíz de la llegada de Jair Bolsonaro al poder en Brasil, dimitió de su cargo y partió al exilio voluntario donde continúa hasta la actualidad.

## Biografía
Periodista con máster en Letras y Lingüística por la UFBA, profesor de Cultura Brasileña y de Teoría de la Comunicación en la ESPM y en la Universidad Veiga de Almeida - ambas en Río de Janeiro, además de escritor - Wyllys se hizo conocido nacionalmente después de ganar una edición del reality show Big Brother Brasil, de la Red Globo, en 2005.
Wyllys ayudó a crear el curso de posgraduación en Periodismo y Derechos Humanos de la Universidad Jorge Amado, en 2004, en Salvador, en Bahía. Abiertamente homosexual, Wyllys es uno de los más activos parlamentarios brasileños en la defensa de los derechos humanos, especialmente en relación a los derechos LGBT.
El ex-BBB fue elegido diputado federal en las elecciones de 2010 con la menor cantidad de votos por Río de Janeiro, con 13 018 (0,16%) de los votos válidos, él consiguió la vacante gracias al desempeño del diputado federal Chico Alencar, de su partido,  que conquistó 240.724 (3%) de los votos. En las elecciones de 2014, en una situación inversa, fue reelegido como el séptimo más votado entre los diputados federales electos de Río de Janeiro, con 144.770 (1,90%) de los votos válidos.
Jean fue uno de los autores de los Proyectos de Leyes, de entre otros, que visaban la revocación de determinados artículos del Código Civil que reglamentaban la boda, para que hubiera el reconocimiento de la boda civil y la unión estable entre personas del mismo sexo (PL 5120/2013), y la regulación de la actividad de los profesionales del sexo (PL 4211/2012).

## Controversias
En 2013, un bulo le atribuyó frases de intolerancia religiosa y en defensa de la pedofilia diseminadas en internet, que alegó no haber escrito. En su defensa, el diputado afirmó en su web oficial ser blanco de una campaña calumniosa y, juntamente con los diputados Erika Kokay (PT-DF) y Domingos Dutra (PT-ME La), inició una proceso criminal por calumnia, difamación, falsificación de documento público, injuria, falsedad ideológica, asociación ilícita y improbidad administrativa por actos cometidos por el diputado Marco Feliciano (PSC-SP), por algunos de sus asesores políticos, por el pastor Silas Malafaia y por algunas personas aún no identificadas.
En julio de 2013, en el programa Tas ao vivo, al ser cuestionado sobre la remuneración de los parlamentarios brasileños, Wyllys declaró que no halla la remuneración excesiva y comparó sus ganancias con el salario de un profesor de universidad particular: "Cuando se descuenta todo, la contribución partidaria, el impuesto de renta, yo gano lo que ganaba como profesor (estando en universidad privada) 40 horas prácticamente, que da más o menos 15 mil reales. Para lo que yo trabajo, yo no creo que sea un salario alto." La declaración repercutió en internet generando controversias y discusiones acaloradas. En su defensa, Wyllys afirmó que "no dije que los diputados 'ganan poco', ni que 'el salario de un diputado sea igual al de un profesor' y sólo dije que hechos los descuentos de la seguridad social, impuesto de renta, plan de salud, contribución partidaria, etc., lo que entra en mi bolsillo cada mes es menos de lo que yo recibiría hoy, con mi calificación, si trabajara en el sector privado."
En octubre de 2014, durante la elección presidencial brasileña más disputada de la historia del país, el diputado clasificó, a través de una red social, la mayoría de los electores del PSDB como "clasistas, racistas y violentos". Luego después del episodio, Wyllys se retractó diciendo que en verdad quiso decir que buena parte y no la mayoría de los referidos electores se encuadran en su clasificación descalificativa.
En noviembre de 2014, Wyllys fue criticado por liderazgos de su propio partido y por grupos de defensa de los derechos de los afro-brasileños por haber declarado una defensa en relación al programa Sexo y las Negras, exhibido por la Red Globo. Wyllys, dijo que, al contrario de aquellos que acusan los seriado de ser sexista y racista, la producción en verdad "denuncia el racismo" y afirmó que “Miguel Falabella [el idealizador del seriado] es una persona que está lejos, muy lejos mismo, de ser un racista”. Sin embargo, el programa fue blanco de denuncias a la Secretaría de Políticas para Mujer de la Presidencia y aún es blanco de críticas por movimientos de mujeres y negros.

## Dimisión y abandono
En las Elecciones generales de Brasil de 2018 la coalición de derecha liderada por Bolsonaro llegó al poder. Por eso, abandona el país.

## Libros
- Aflitos - crónicas y cuentos, vencedor del Premio Copene de Literatura (actual Premio Braskem), editado por la Casa de Palabras de la Fundación Casa de Jorge Amado.
- Aún Acuerdo - crónicas y experiencias vividas en el BBB5, editado por la Editora Globo.
- Todo a la vez ahora - cuentos y crónicas, lanzado por la Giostro Editora.
- Tiempo bueno tiempo ruim - identidades, políticas, afetos, lanzado por la Cia de las Letras.

## Honrarías
| Premio                | Categoría               |
| --------------------- | ----------------------- |
| Congreso en Foco 2012 | Mejor Diputado Federal  |
| Congreso en Foco 2013 | Parlamentario de Futuro |
| Congreso en Foco 2013 | Mejor Diputado Federal  |
| Congreso en Foco 2015 | Mejor Diputado Federal  |